# Euphorbia heleniana
Espèce
Statut de conservation UICN

 CR B1ab(ii,iv,v)c(iii,iv) : 
En danger critique
Synonymes
- Euphorbia prostrata Burch. non Aiton[2]
- Euphorbia rosea sensu Roxb. in Beatson[2]

Euphorbia heleniana est une espèce de plantes de la famille des Euphorbiacées endémique de l'île Sainte-Hélène à Sainte-Hélène, Ascension et Tristan da Cunha.